# Eleccions regionals de Trentino-Tirol del Sud de 1952
Les eleccions regionals de Trentino-Tirol del Sud de 1952 per a escollir el primer Consell Regional del Trentino-Tirol del Sud se celebraren el 16 de novembre de 1952. La participació fou del 85,5%.

## Resultats

### Total regional
| Partits                                         | vots    | %      | Escons |
| ----------------------------------------------- | ------- | ------ | ------ |
| Democràcia Cristiana Italiana                   | 157.256 | 41,06  | 20     |
| Südtiroler Volkspartei                          | 112.602 | 29,40  | 15     |
| Partit Socialista Italià                        | 27.406  | 7,16   | 3      |
| Partit Comunista Italià                         | 17.029  | 4,45   | 2      |
| Partit Socialista Democràtic Italià             | 21.849  | 5,71   | 3      |
| Partit Popular Trentino Tirolès                 | 12.906  | 3,37   | 2      |
| Moviment Social Italià                          | 15.191  | 3,97   | 2      |
| Partit Liberal Italià – Partit Republicà Italià | 7.903   | 2,06   | -      |
| Aliança d'Independentistes                      | 4.683   | 1,22   | 1      |
| Partit Nacional Monàrquic                       | 3.227   | 0,84   | -      |
| Unió d'Independents                             | 2.294   | 0,60   | -      |
| Independents Sudtirolesos                       | 609     | 0,16   | -      |
| Totale                                          | 382.955 | 100,00 | 48     |

Font: Regió Trentino-Alto Adige

### Província deTrento
| Partits                             | vots    | %      | Escons |
| ----------------------------------- | ------- | ------ | ------ |
| Democràcia Cristiana Italiana       | 133.392 | 63,80  | 17     |
| Partit Socialista Italià            | 17.410  | 8,33   | 2      |
| Partit Socialista Democràtic Italià | 15.836  | 7,57   | 2      |
| Partit Popular Trentino Tirolès     | 12.906  | 6,17   | 2      |
| Partit Comunista Italià             | 11.694  | 5,59   | 1      |
| Moviment Social Italià              | 6.874   | 3,29   | 1      |
| Aliança Independentista             | 4.683   | 2,24   | 1      |
| altres                              | 6.286   | 3,01   | -      |
| Total                               | 209.081 | 100,00 | 26     |

Font: Regió Trentino-Alto Adige

### Província de Bolzano
| Partits                             | vots    | %      | Escons |
| ----------------------------------- | ------- | ------ | ------ |
| Südtiroler Volkspartei              | 112.602 | 64,76  | 15     |
| Democràcia Cristiana Italiana       | 23.864  | 13,72  | 3      |
| Partit Socialista Italià            | 9.996   | 5,75   | 1      |
| Partit Comunista Italià             | 5.335   | 3,07   | 1      |
| Moviment Social Italià              | 8.317   | 4,78   | 1      |
| Partit Socialista Democràtic Italià | 6.013   | 3,46   | 1      |
| altres                              | 7.747   | 4,46   | -      |
| Total                               | 173.874 | 100,00 | 22     |

Font: Regió Trentino-Alto Adige